# Bursaphelenchus mucronatus
Bursaphelenchus mucronatus är en rundmaskart. Bursaphelenchus mucronatus ingår i släktet Bursaphelenchus, och familjen Parasitaphelenchidae. Arten är reproducerande i Sverige.